# Sanctuaire de faune sauvage de Banyang-Mbo

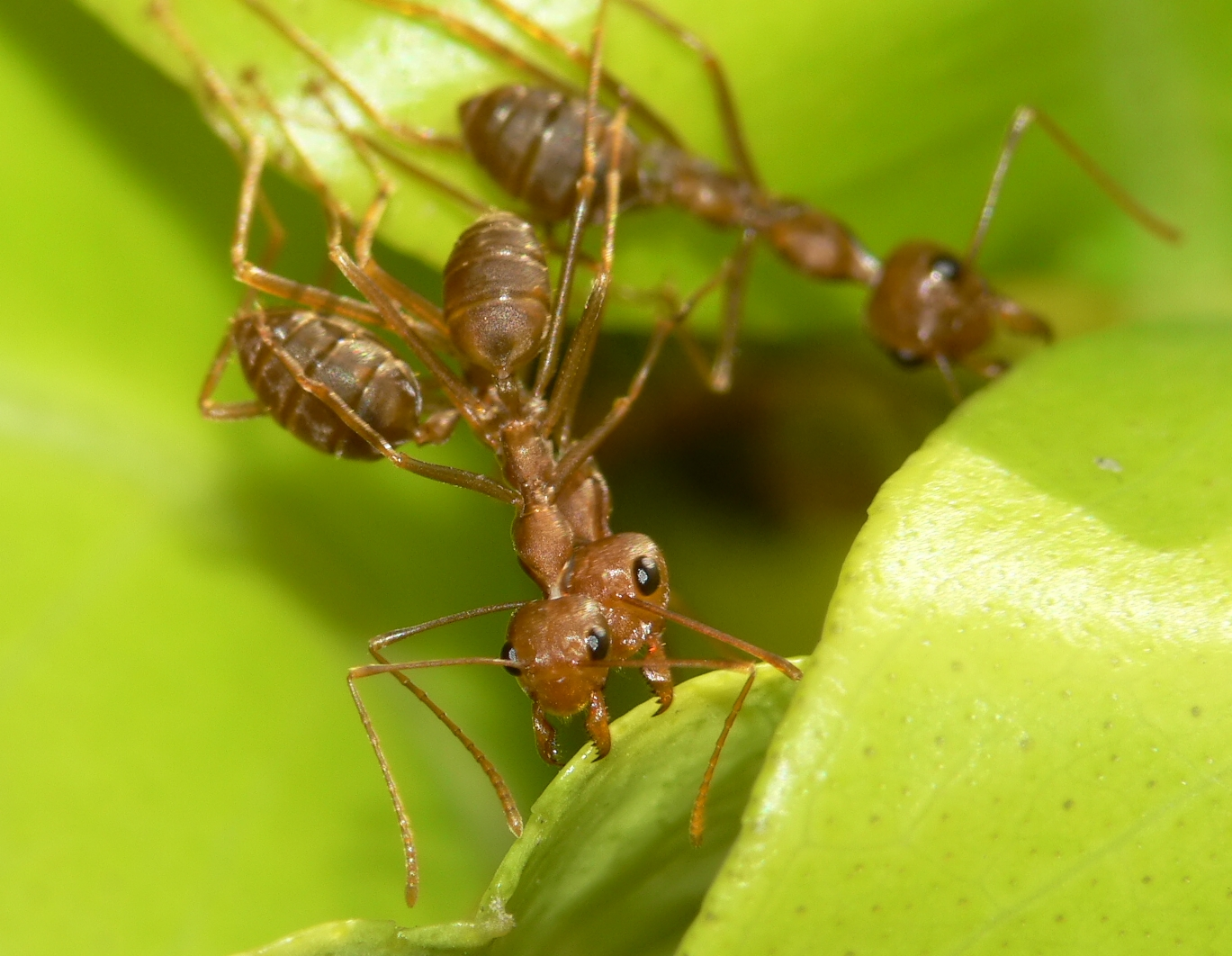
Oecophylla longinoda à Banyang-Mbo.

Le sanctuaire de faune sauvage de Banyang-Mbo (Banyang-Mbo Wildlife Sanctuary) est une aire protégée du Cameroun située dans la région du Sud-Ouest, à cheval sur les départements du Koupé-Manengouba et du Manyu, sur le territoire des arrondissements de Nguti, Bangem et Upper Banyang. Ancienne réserve forestière (1932), elle a obtenu le statut de sanctuaire de faune sauvage – le premier du pays – le 12 mars 1996.

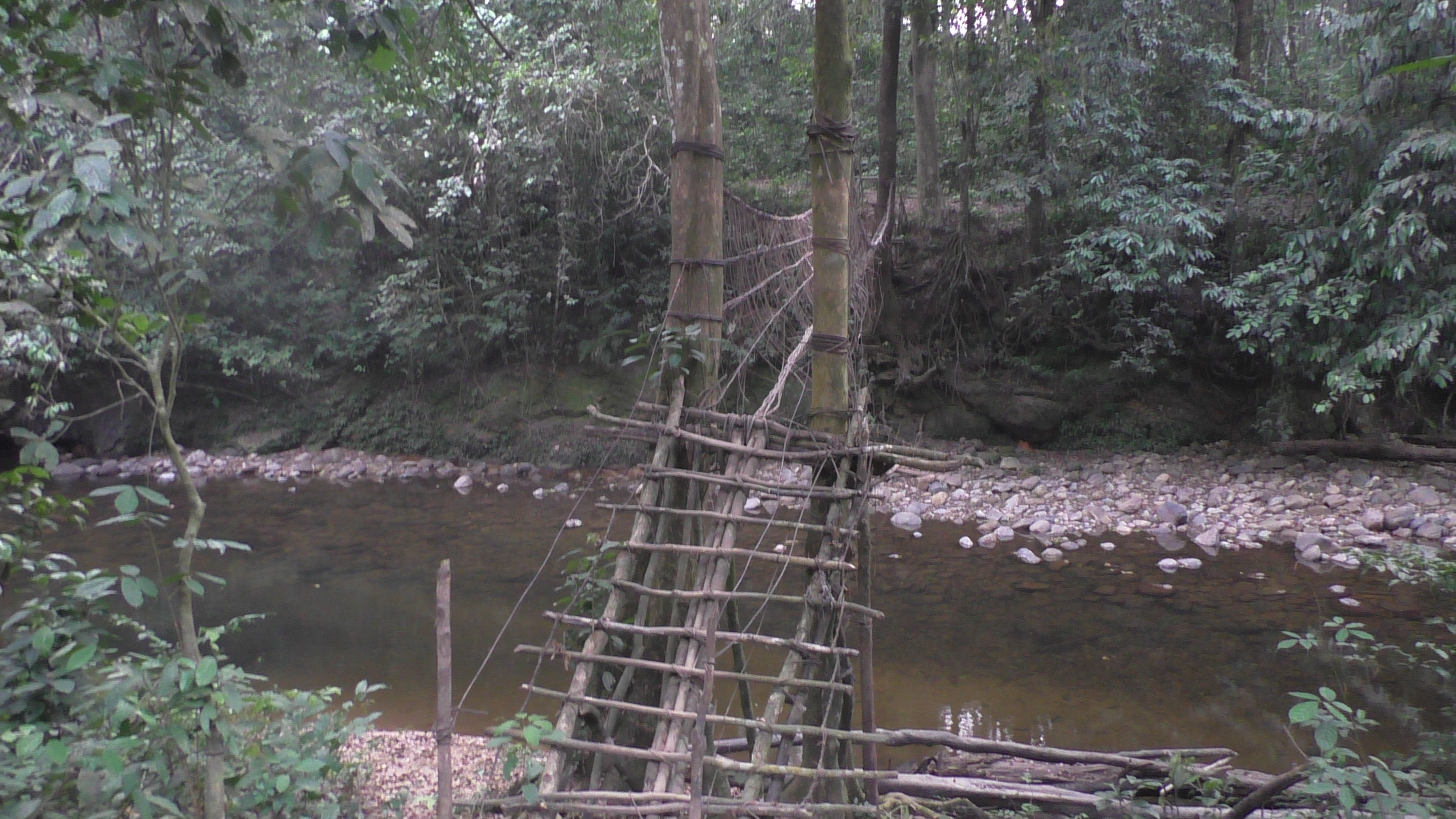
A cross bridge in the Mbayang Mbo Wildlife Sanctuary

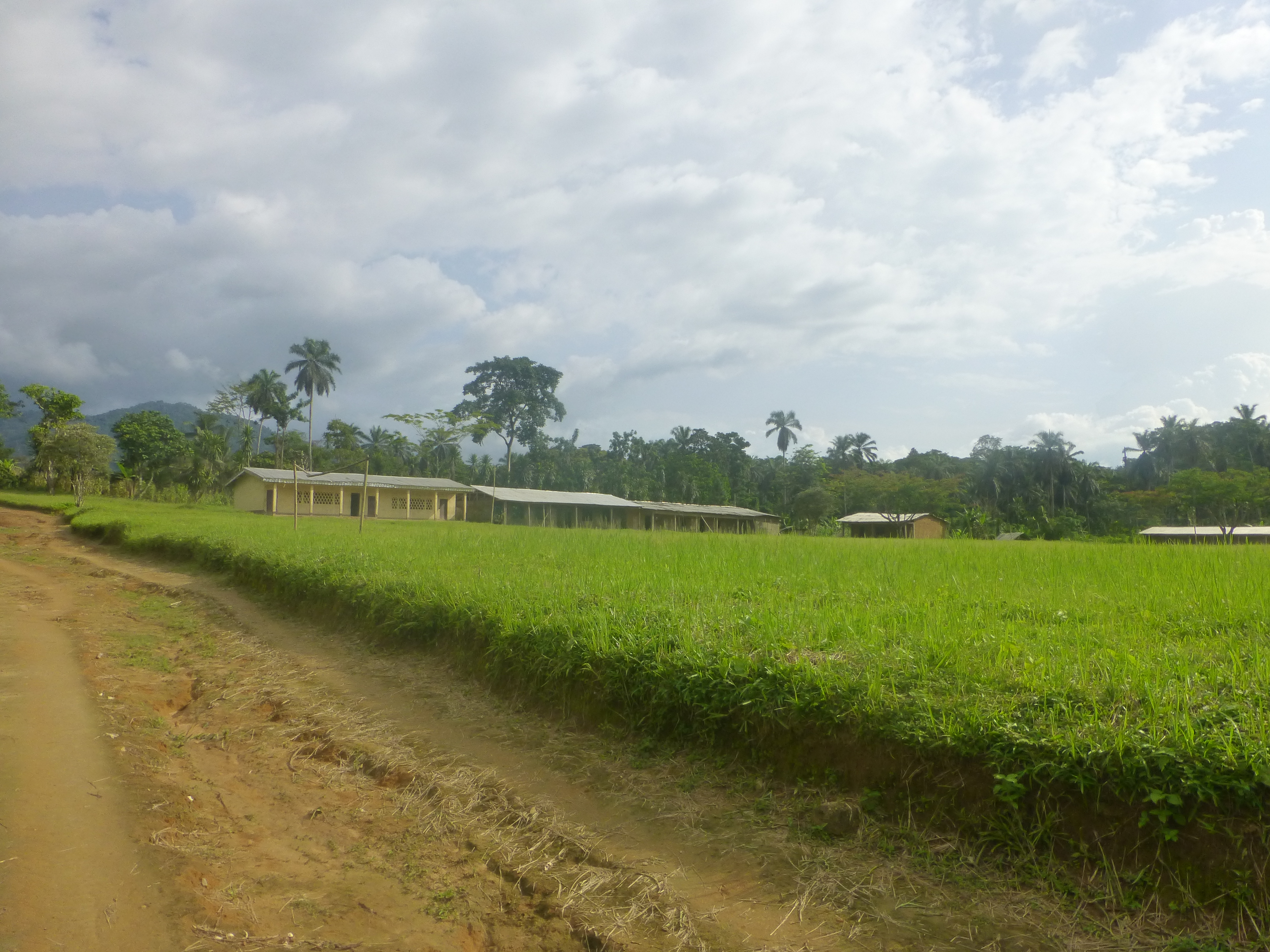
A school in Njunuye, a village arround Mbayang Mbo Wildlife Sanctuary

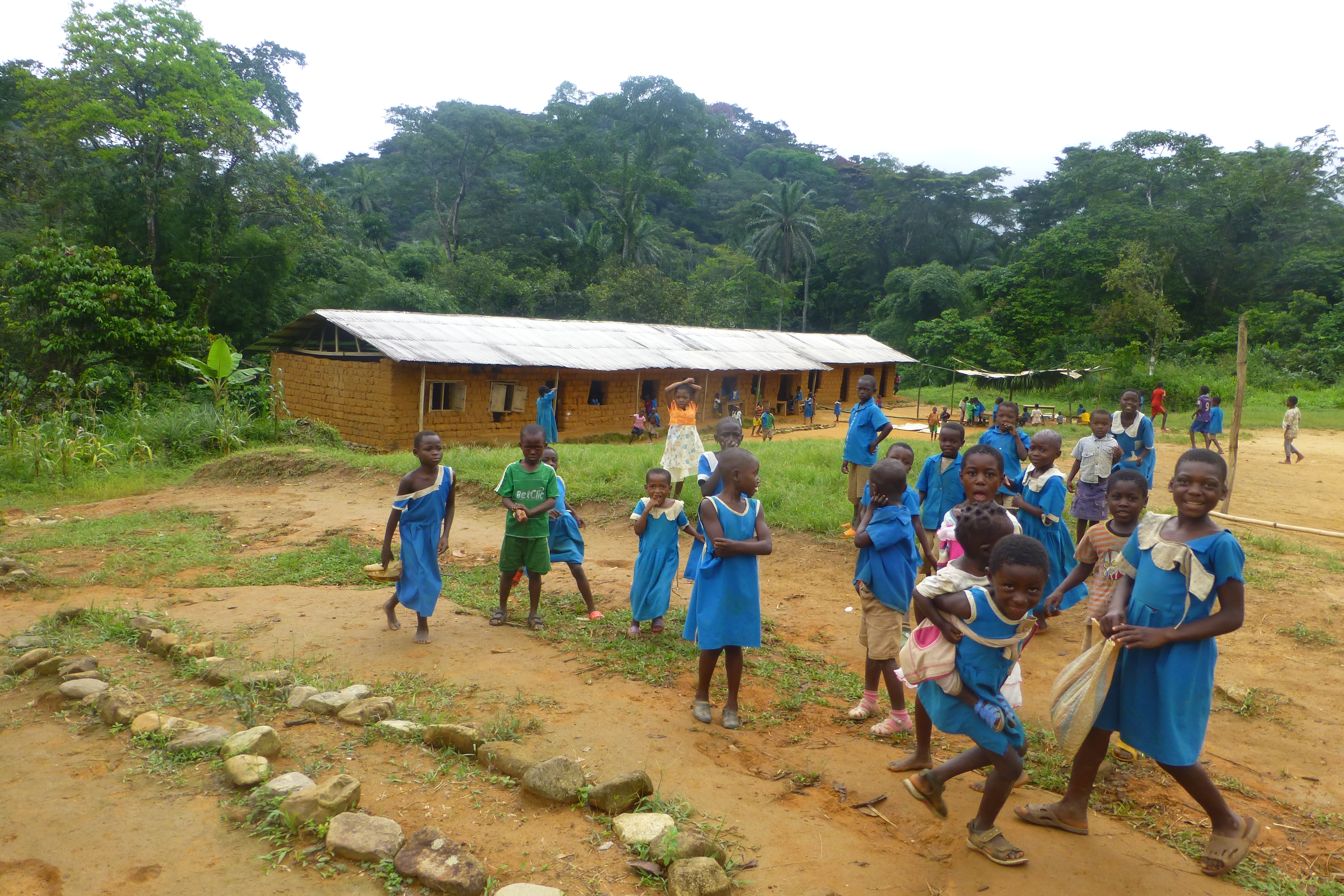
A school in Lebe, a village arround the Mbayang Mbo Wildlife Sanctuary

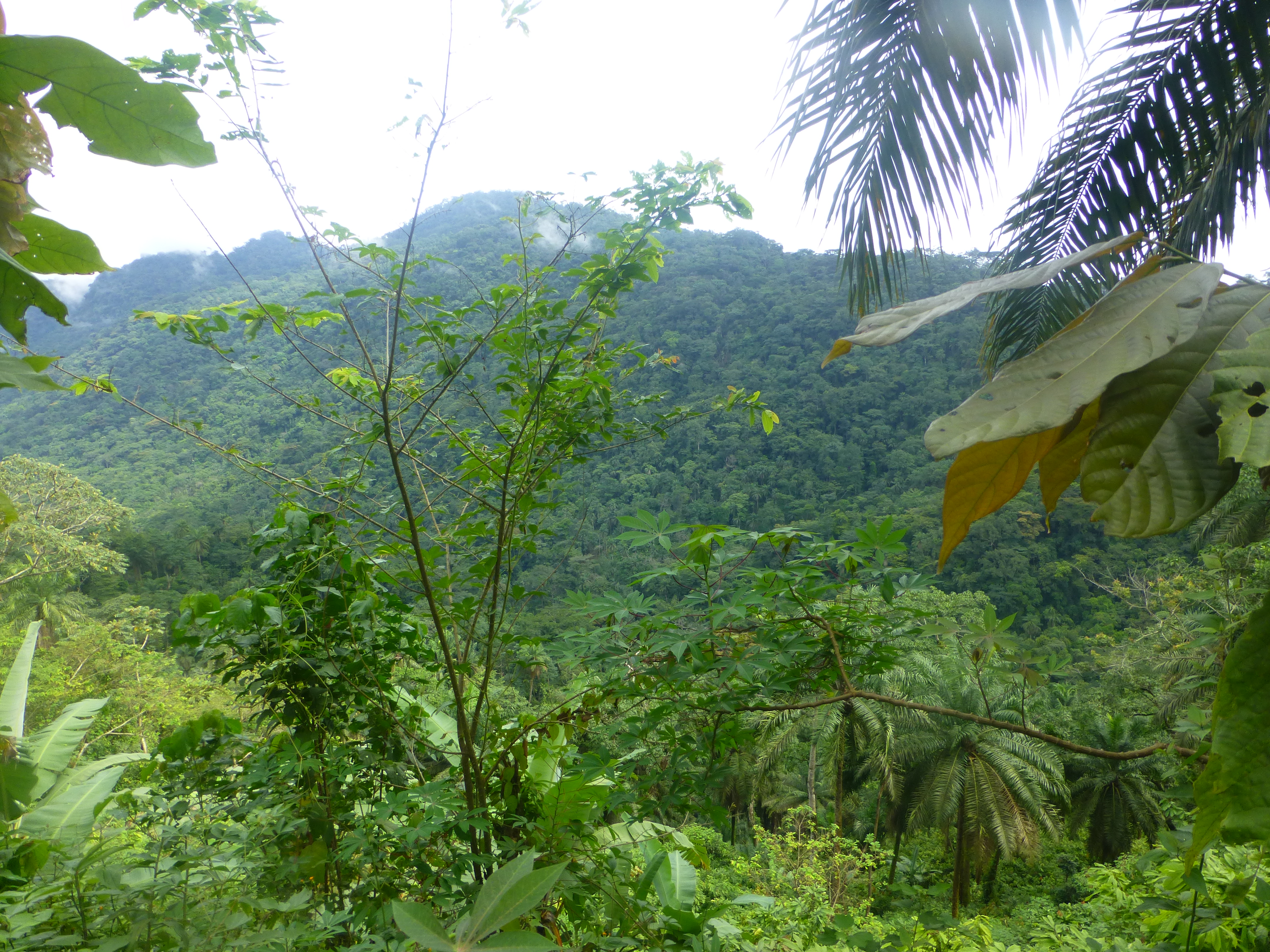
A view of Mbayang Mbo Wildlife Sanctuary landscape

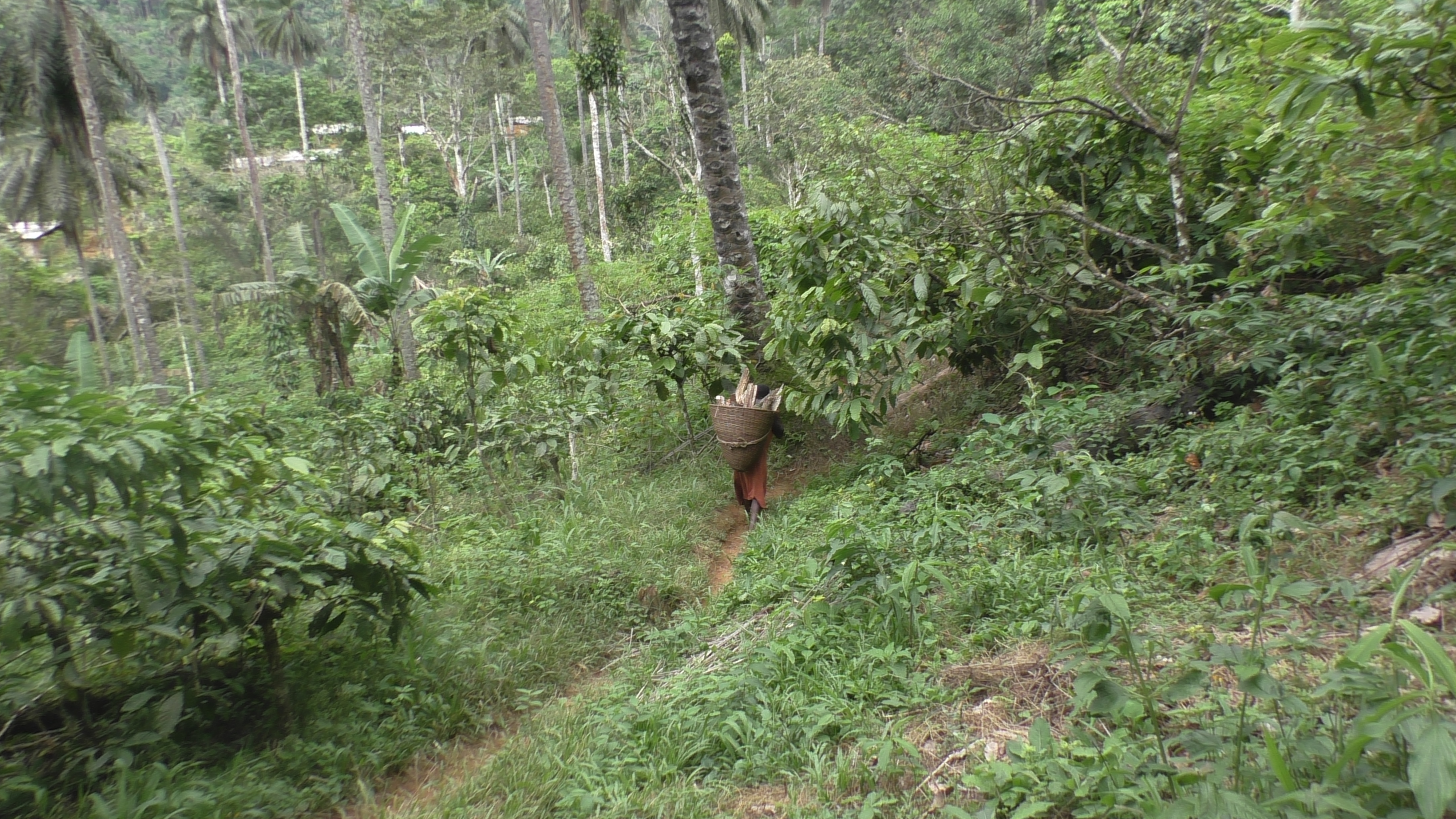
Agricultural activities in the Mbayang Mbo Wildlife Sanctuary